# Adelaide Neilson
Lilian Adelaida Neilson (Leeds, 3 de marzo de 1848 - Bois de Boulogne, 15 de agosto de 1880),  nacida como Elizabeth Ann Brown, fue una actriz inglesa de teatro.